# Diecéze Acmonia
Diecéze Acmonia je titulární diecéze římskokatolické církve.

## Historie
Acmonia, identifikovatelná s Ahatköy, bylo starobylé biskupské sídlo nacházející se v římské provincii Frigia Pacaziana I. v dnešním Turecku. Byla sufragánou arcidiecéze Laodikeia.
Diecéze je uvedena v Notitiae Episcopatuum konstantinopolského patriarchátu z 12. století.
Existuje několik známých biskupů této diecéze. Biskup Proclus který byl roku 434 převeden do úřadu diecéze Cyzicus. Někdy je historiky uváděné že došlo k záměně jména diecéze, a tím Proclus nebyl biskupem této diecéze. Možným první známým biskupem byl Ottimus, který byl roku 375 či 377 jmenován arcibiskupem v Antiochii v Pisidii.
Dalším známým biskupem je Gennadius, který se roku 451 zúčastnil Chalkedonského koncilu. Teotimus, který roku 458/459 podepsal vyhlášku konstantinopolského patriarchy Gennadia I. proti svatokupectví. Paulus zúčastněný roku 787 Druhého nikajského koncilu. Eustachius který byl přítomen na Čtvrtém konstantinopolském koncilu a poslední známý Sergius, známý z nalezeného nápisu roku 1978. Mezi objevenými nápisy byly zmíněni i biskupové Agapetus a Teodorus.
Pétridès uvádí k těmto biskupům i biskupa Basilia který se roku 680 zúčastnil Třetího konstantinopolského koncilu.
Dnes je využívána jako titulární biskupské sídlo; v současné době nemá titulárního biskupa.

## Seznam biskupů
- Proclus ? (zmíněn roku 434)
- Ottimus ? (před rokem 375/377)
- Gennadius (zmíněn roku 451)
- Teotimus (zmíněn roku 458/459)
- Basilius ? (zmíněn roku 680)
- Paulus (zmíněn roku 787)
- Eustachius (před rokem 869 - po roce 879)
- Sergius (asi 10. století)
- Agapetus (asi 10. či 11. století)
- Teodorus (asi 11. století)

## Seznam titulárních biskupů
- Jules-Alphonse Cousin (1885–1891)
- John Carroll (1893–1895)
- John Baptist Morris (1906–1907)
- Pierre-Eugène-Alexandre Marty (1907–1908)
- Pierre-Eugène-Alexandre Marty (1907–1908)
- František Brusák (1908–1918)
- Bartholomew Stanley Wilson, C.S.Sp. (1924–1938)
- János Mikes (1936–1936)
- Peter Rogan, M.H.M. (1939–1950)
- Victor Petrus Keuppens, O.F.M. (1950–1959)
- Gilbert Ramanantoanina, S.J. (1960–1962)